# Stenasellus escolai
Stenasellus escolai là một loài chân đều trong họ Stenasellidae. Loài này được Magniez miêu tả khoa học năm 1977.